# Alex McKenna

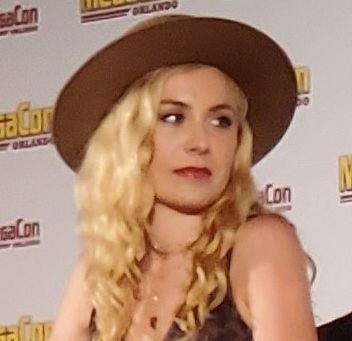
Alex McKenna (2019)

Alex McKenna (* 1. Januar, laut anderen Quellen 15. Oktober 1984 in Hollywood, Kalifornien) ist eine US-amerikanische Schauspielerin und Synchronsprecherin.

## Leben
McKenna war bereits als Kinderdarstellerin in verschiedenen Fernsehserien zu sehen. Ab Mitte der 1990er Jahre spielte sie in etlichen Filmen wie etwa in Eine Familie zum Kotzen (1996), Gefangen im Feuer (1997), Campfire Tales – Geschichten vom Grabesrand (1997), Hier kommt Joey (1997) und Safety Patrol! – Mit Sicherheit ins Chaos (1998).
Bekannt ist sie für ihre Rollen in den Fernsehserien Bezaubernder Dschinni, in der sie von 1997 bis 1998 als Mickey Apple auftrat und für die sie eine Young-Artist-Award-Nominierung bekam, sowie Crossing Jordan – Pathologin mit Profil, in der sie von 2001 bis 2006 die Abby Macy verkörperte. Weitere Serien, in denen sie auftrat, sind unter anderem Boston Public (2000), Malcolm mittendrin (2001), 90210 (2010), Two and a Half Men (2012), Sketchy (2012) und Dallas (2012–2013).
Im Videospiel Red Dead Redemption 2 lieh sie Sadie Adler ihre Stimme.

## Filmografie
- 1992: Middle Ages (Fernsehserie, drei Folgen)
- 1993: The Trouble with Larry (Fernsehserie, sieben Folgen)
- 1996: Gnadenschuß im Flammenmeer (Woman Undone, Fernsehfilm)
- 1996: Eine Familie zum Kotzen (The Stupids)
- 1997: Gefangen im Feuer (Heart of Fire, Fernsehfilm)
- 1997: Campfire Tales
- 1997: ABC TGIF (Fernsehserie, eine Folge)
- 1997: Hier kommt Joey (Joey)
- 1997–1998: Bezaubernder Dschinni (You Wish, Fernsehserie, 13 Folgen)
- 1998: Safety Patrol! – Mit Sicherheit ins Chaos (Safety Patrol, Fernsehfilm)
- 2000: Boston Public (Fernsehserie, eine Folge)
- 2000: Was Frauen wollen (What Women Want)
- 2001: Malcolm mittendrin (Malcolm in the Middle, Fernsehserie, eine Folge)
- 2001–2006: Crossing Jordan – Pathologin mit Profil (Crossing Jordan, Fernsehserie, zwölf Folgen)
- 2009: The City of Lights (Kurzfilm)
- 2010: 90210 (Fernsehserie, drei Folgen)
- 2011: Shake It Up – Tanzen ist alles (Shake It Up, Fernsehserie, eine Folge)
- 2012: Common Law (Common Law, Fernsehserie, eine Folge)
- 2012: Guys with Kids (Fernsehserie, eine Folge)
- 2012: Two and a Half Men (Fernsehserie, eine Folge)
- 2012: Sketchy (Fernsehserie, zwei Folgen)
- 2012–2013: Dallas (Fernsehserie, vier Folgen)
- 2012–2014: Die Legende von Korra (The Legend of Korra, Fernsehserie, sieben Folgen, Stimme)
- 2013: Stand By (Kurzfilm)
- 2013: The Freemason
- 2014: Haunted
- 2015: Single in South Beach
- 2015: Other People’s Children
- 2015: After Ever After (Fernsehserie, eine Folge)
- 2015: The Following (Fernsehserie, zwei Folgen)
- 2016: Bear with Us
- 2016: The Seeker
- 2016: Folk Hero & Funny Guy
- 2016: Flatbush Luck
- 2016: Code Black (Fernsehserie, eine Folge)
- 2018: Anthem of a Teenage Prophet
- 2020: Stalked by My Husband’s Ex (Fernsehfilm)
- 2020: It Listens from the Radio (Fernsehserie, eine Folge)
- 2022: Doula
- 2022: The Secret Life of College Escorts
- 2022: Good Trouble (Fernsehserie, zwei Folgen)

### Videospiele
- 2018: Red Dead Redemption 2 (Sadie Adler Synchronisation)
- 2019: Red Dead Online (Sadie Adler Synchronisation)

## Auszeichnungen
- 1998: Young-Artist-Award-Nominierung als „Best Performance in a TV Comedy Series – Supporting Young Actress“ für Bezaubernder Dschinni.[3]